# سبخة المالح

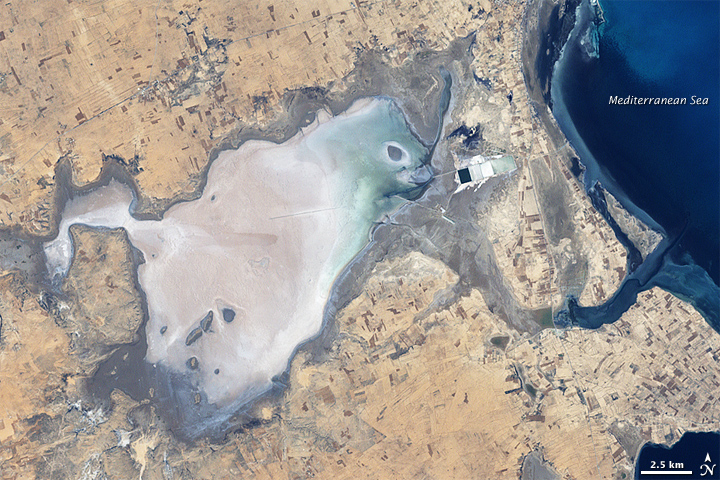
صورة فضائية لسبخة المالح عام 2001

سبخة المَالَح هي سبخة تقع في ولاية مدنين من الجنوب التونسي، شرق مدينة مدنين وشمال غربي مدينة بنقردان. تبلغ مساحتها 150 كم2، وهي تقع تحت مستوى سطح البحر.
| سبخة المالح |